# Legrandella lombardii
Legrandella lombardii è un artropode estinto, appartenente ai chelicerati. Visse nel Devoniano inferiore (circa 415 - 400 milioni di anni fa) e i suoi resti fossili sono stati ritrovati in Sudamerica.

## Descrizione
Il prosoma di Legrandella era coperto da un carapace bombato con proiezione anteriore, corna genali smussate (angoli posterolaterali), lobo cardiaco gibboso e coppie di solchi radiati. Insieme a Pseudoniscus roosevelti, Legrandella lombardii è una delle poche specie di sinzifosurini in cui erano sicuramente presenti occhi composti laterali. Gli occhi erano simili a fessure, situati appena sotto le creste oftalmiche su ciascun lato del carapace. L'opistosoma è esternamente a 11 segmenti, suddiviso in un preaddome a 8 segmenti e un postaddome a 3 segmenti. La tergite del 1° segmento preaddominale è una microtergite ridotta, mentre le restanti 7 tergite possiedono nodi assiali e tergopleure simili a spine (estensione laterale). Ciascuno dei segmenti postaddominali è cilindrico e presenta una ridotta tergopleura. Il telson ha una sezione trasversale triangolare, ma la regione distale non è nota.

## Classificazione
Legrandella, inizialmente ascritto al gruppo parafiletico Synziphosurina, è stato poi considerato un rappresentante basale dei chelicerati, nel clade Prosomapoda. forme affini erano Camanchia e Venustulus, mentre il ben noto Weinbergina potrebbe essere leggermente più arcaico. 
Legrandella lombardii venne descritto per la prima volta nel 1974, sulla base di resti fossili rinvenuti nei pressi di Cochabamba in Bolivia, in terreni risalenti al Devoniano inferiore.